# Giày

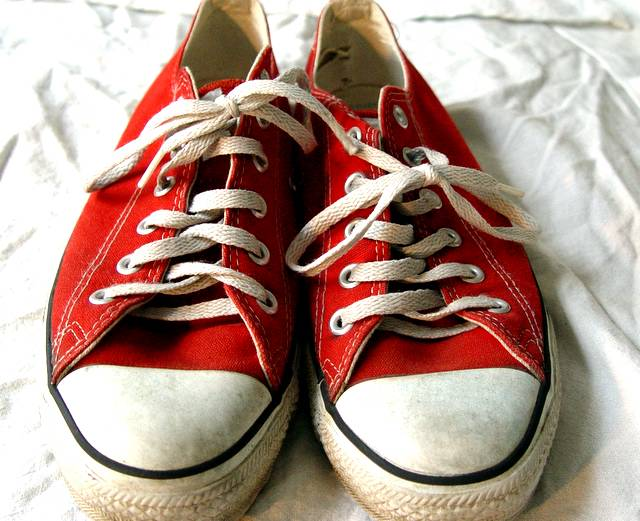
Giày thể thao

Giày  là một vật dụng đi vào bàn chân con người để bảo vệ và làm êm chân trong khi thực hiện các hoạt động khác nhau. Mặc dù bàn chân con người có thể thích nghi với nhiều loại địa hình và điều kiện khí hậu khác nhau, nhưng nó vẫn rất dễ bị tổn thương, và giày giúp bảo vệ bàn chân. Theo thời gian, giày cũng trở thành một món đồ thời trang. Một số loại giày được sử dụng như thiết bị bảo hộ, chẳng hạn như ủng mũi thép, là loại giày bắt buộc phải mang tại các công trường công nghiệp.

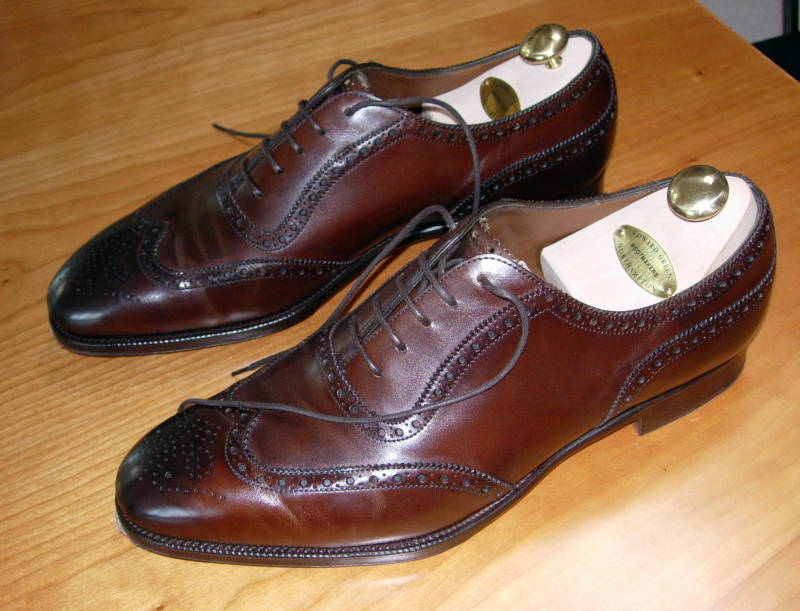
Giày da công sở

Ngoài ra, thời trang giày cũng thường được phát triển thành nhiều kiểu dáng khác nhau, chẳng hạn như giày cao gót, thường được phụ nữ mang trong những dịp trang trọng. giày đương đại rất đa dạng về kiểu dáng, độ phức tạp và giá cả. Giày xăng đan cơ bản có thể chỉ bao gồm một đế mỏng và quai đeo đơn giản và được bán với giá thấp. giày thời trang cao cấp do các nhà thiết kế nổi tiếng thiết kế có thể được làm từ chất liệu đắt tiền, sử dụng cấu trúc phức tạp và được bán với giá cao. Một số loại giày được thiết kế cho mục đích cụ thể, chẳng hạn như ủng được thiết kế đặc biệt cho leo núi hoặc trượt tuyết, trong khi những loại khác có mục đích sử dụng chung hơn như giày thể thao, loại giày đã chuyển đổi từ giày thể thao chuyên dụng thành giày sử dụng chung.
Theo truyền thống, giày được làm từ da, gỗ hoặc vải bạt, nhưng ngày càng được làm từ cao su tổng hợp, nhựa và các vật liệu khác có nguồn gốc từ dầu mỏ. Trên toàn cầu, ngành công nghiệp giày là một ngành công nghiệp trị giá 200 tỷ đô la Mỹ mỗi năm. 90% giày cuối cùng sẽ bị đưa vào bãi rác, vì các vật liệu khó tách rời, tái chế hoặc tái sử dụng.

## Lịch sử

### Cổ đại

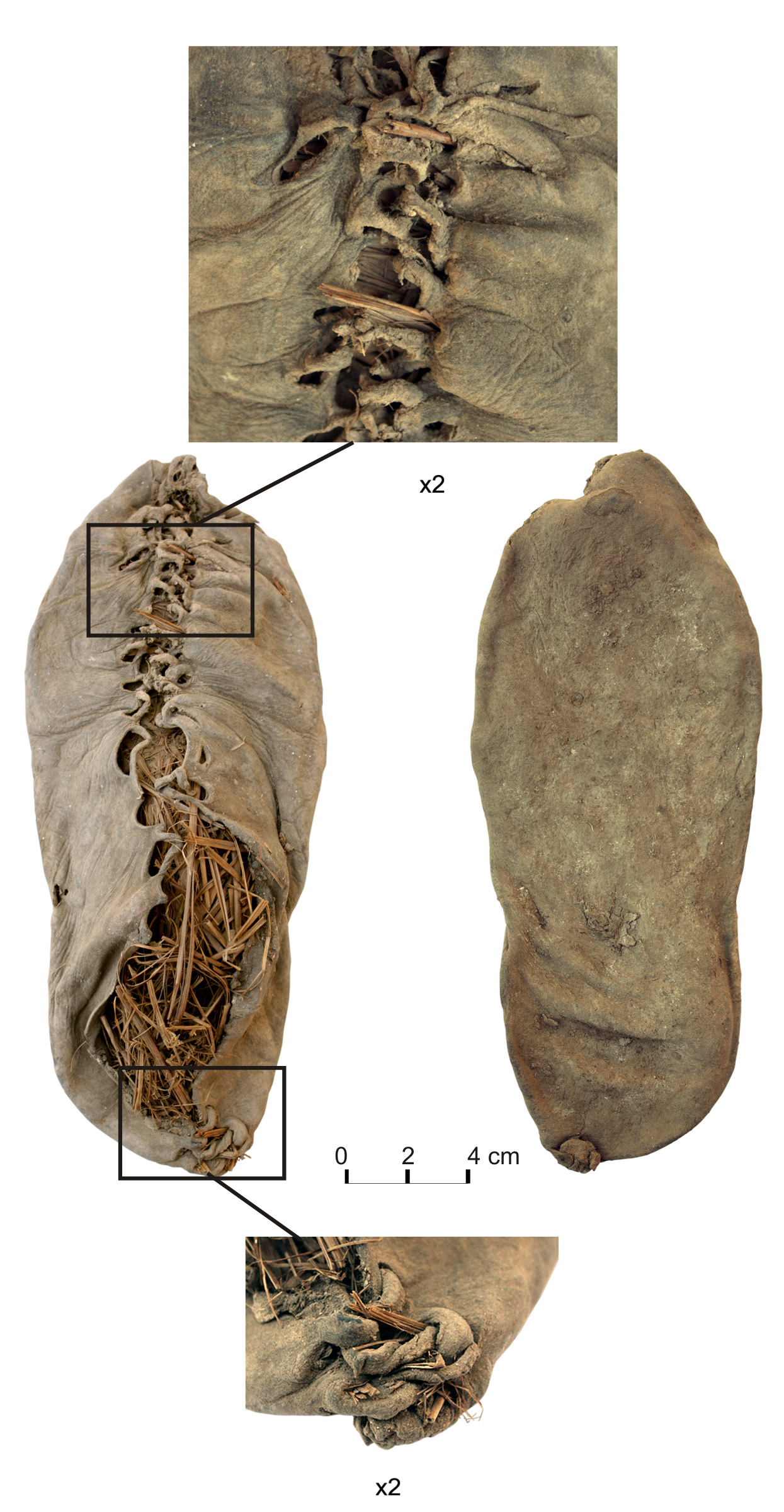
Chiếc giày da lâu đời nhất được biết đến, khoảng 5500 năm tuổi, được tìm thấy ở Armenia

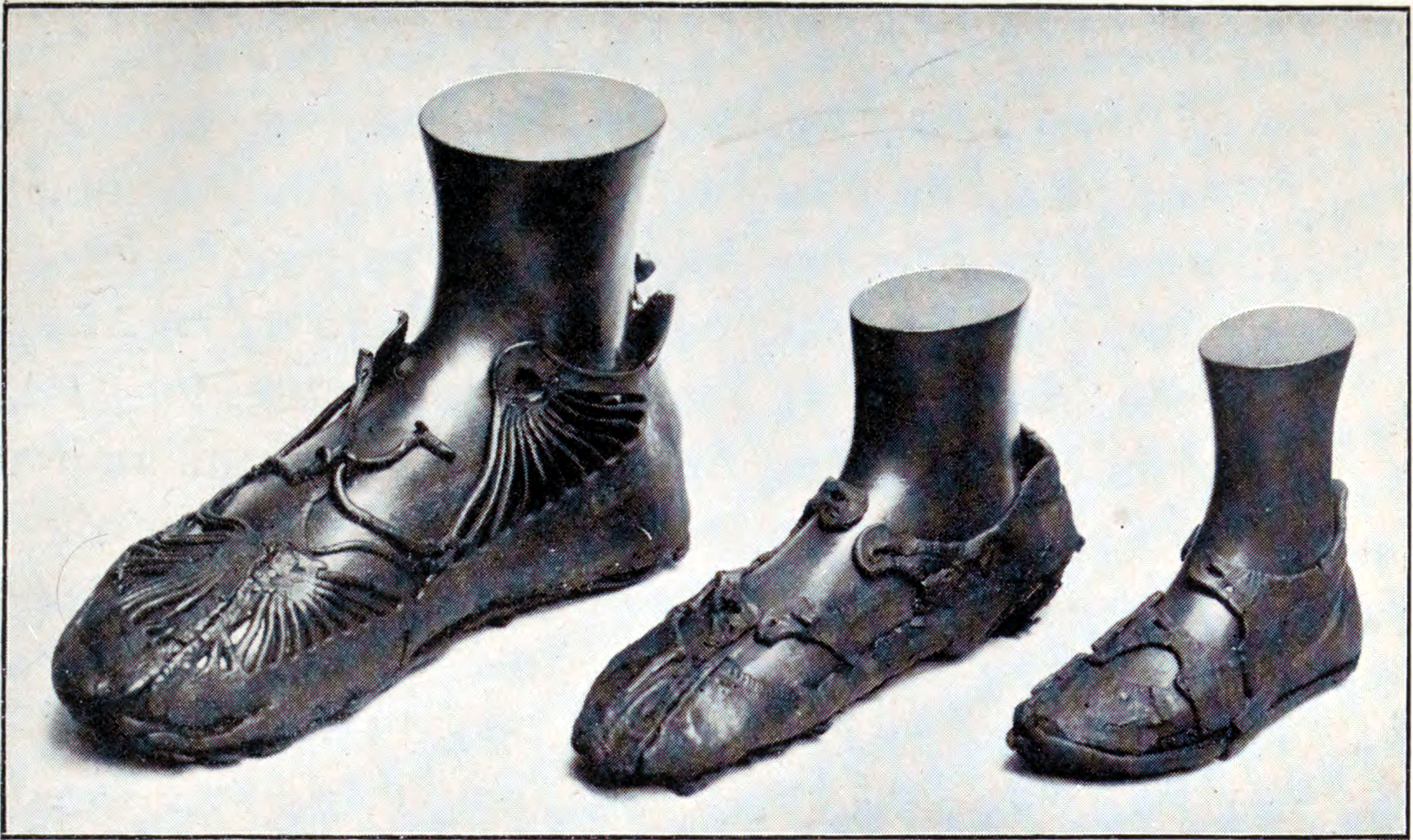
Giày La Mã: giày nam, giày nữ và giày trẻ em từ Pháo đài La Mã Bar Hill, Scotland.

#### Bằng chứng sớm nhất
Đôi giày lâu đời nhất được biết đến là đôi dép làm từ vỏ cây sagebrush có niên đại khoảng 7000 hoặc 8000 trước Công nguyên, được tìm thấy trong hang Fort Rock ở bang Oregon của Hoa Kỳ vào năm 1938. Đôi giày da lâu đời nhất thế giới, được làm từ một mảnh da bò duy nhất được buộc dây bằng dây da dọc theo các đường nối ở phía trước và phía sau, được tìm thấy trong khu phức hợp hang Areni-1 ở Armenia vào năm 2008 và được cho là có niên đại từ năm 3500 trước Công nguyên. Đôi giày của Ötzi the Iceman, có niên đại từ năm 3300 trước Công nguyên, có đế giày bằng da gấu nâu, các tấm bên bằng da hươu và một tấm lưới bằng dây vỏ cây, được kéo chặt quanh bàn chân. Giày Jotunheimen được phát hiện vào tháng 8 năm 2006: các nhà khảo cổ ước tính rằng chiếc giày da này được làm từ khoảng năm 1800 đến 1100 trước Công nguyên, khiến nó trở thành món đồ quần áo lâu đời nhất được phát hiện ở Scandinavia.
Dép và các công cụ làm từ sợi thực vật khác đã được tìm thấy trong hang Cueva de los Murciélagos ở Albuñol ở miền nam Tây Ban Nha vào năm 2023, có niên đại từ khoảng 7500 đến 4200 trước Công nguyên, khiến chúng trở thành những đôi giày lâu đời nhất được tìm thấy ở châu Âu.
Người ta cho rằng giày có thể đã được sử dụng từ rất lâu trước đây, nhưng vì các vật liệu được sử dụng rất dễ hư hỏng nên khó tìm thấy bằng chứng về những đôi giày sớm nhất.
Các dấu chân gợi ý đến việc sử dụng giày hoặc dép do có các cạnh sắc nét, không có dấu hiệu của ngón chân và ba chỗ lõm nhỏ nơi gắn dây da buộc hoặc quai đeo đã được tìm thấy tại Vườn quốc gia Garden Route, Vườn quốc gia voi Addo và Khu bảo tồn thiên nhiên Goukamma ở Nam Phi. Những dấu chân này có niên đại từ 73.000 đến 136.000 năm trước Công nguyên. Phù hợp với sự tồn tại của những chiếc giày như vậy là việc tìm thấy các công cụ bằng xương có niên đại từ thời kỳ này, có thể được sử dụng để làm ra những đôi giày đơn giản.
Một nguồn bằng chứng khác là nghiên cứu về xương của các ngón chân nhỏ hơn (không phải ngón chân cái), người ta quan sát thấy rằng độ dày của chúng giảm xuống vào khoảng 40.000 đến 26.000 năm trước Công nguyên. Điều này dẫn đến việc các nhà khảo cổ học suy luận rằng việc mang giày thường xuyên thay vì thỉnh thoảng, vì điều này sẽ dẫn đến việc xương phát triển ít hơn, dẫn đến các ngón chân ngắn hơn và mỏng hơn. Những thiết kế sớm nhất này rất đơn giản, thường chỉ là những "túi chân" bằng da để bảo vệ bàn chân khỏi đá, mảnh vỡ và cái lạnh.

#### Châu Mỹ
Nhiều cư dân bản địa ở Bắc Mỹ thời kỳ đầu đã mang một loại giày tương tự, được gọi là moccasin. Đây là những đôi giày mũi nhọn, đế mềm, thường được làm từ da hoặc da bò bison. Nhiều đôi moccasin cũng được trang trí bằng các loại hạt và đồ trang trí khác. Moccasin không được thiết kế để chống thấm nước, và trong thời tiết ẩm ướt và những tháng mùa hè ấm áp, hầu hết người Mỹ bản địa đều đi chân trần. Lá của cây sisal được sử dụng để làm dây cho dép ở Nam Mỹ trong khi người bản địa Mexico sử dụng cây Yucca.

#### Châu Phi và Trung Đông
Khi các nền văn minh bắt đầu phát triển, dép xỏ ngón (tiền thân của dép xỏ ngón hiện đại) đã được sử dụng. Thực tế này có từ những bức tranh về chúng trong các bức tranh tường Ai Cập cổ đại từ 4000 trước Công nguyên. "Thebet" có thể là thuật ngữ được sử dụng để mô tả những đôi dép này vào thời Ai Cập, có thể từ thành phố Thebes. Vương quốc Trung Cổ là thời kỳ người ta tìm thấy những đôi thebet đầu tiên, nhưng cũng có khả năng nó đã xuất hiện trong thời kỳ Sơ triều đại của Ai Cập. Một đôi được tìm thấy ở châu Âu được làm từ lá papyrus và có niên đại khoảng 1.500 năm. Chúng cũng được mang ở Jerusalem trong thế kỷ đầu tiên của kỷ nguyên Cơ đốc giáo. Dép xỏ ngón được đeo bởi nhiều nền văn minh và được làm từ nhiều loại vật liệu khác nhau. Dép Ai Cập cổ đại được làm từ giấy cói và lá cọ. Người Masai ở châu Phi làm chúng từ da sống. Ở Ấn Độ, chúng được làm từ gỗ.
Mặc dù dép xỏ ngón được sử dụng phổ biến, nhưng nhiều người ở thời cổ đại, chẳng hạn như người Ai Cập, người Hindu và người Hy Lạp, thấy rằng không cần giày lắm, và hầu hết thời gian, họ thích đi chân trần. Người Ai Cập và người Hindu có sử dụng một số loại giày trang trí, chẳng hạn như loại dép không đế được gọi là "Cleopatra", loại dép này không bảo vệ được bàn chân một cách thiết thực.

#### Châu Á và Châu Âu
Người Hy Lạp cổ đại phần lớn coi giày là sự buông thả, thiếu thẩm mỹ và không cần thiết. Giày chủ yếu được mang trong nhà hát, như một cách để tăng chiều cao, và nhiều người thích đi chân trần hơn. Các vận động viên trong Thế vận hội Olympic cổ đại tham gia thi đấu chân trần và không mặc quần áo. Ngay cả các vị thần và anh hùng cũng chủ yếu được miêu tả là chân trần, cũng như các chiến binh hoplite. Họ chiến đấu trong các trận chiến với đôi chân trần và Alexander Đại đế đã chinh phục đế chế rộng lớn của mình với đội quân chân trần. Các vận động viên của Hy Lạp cổ đại cũng được cho là chạy chân trần.

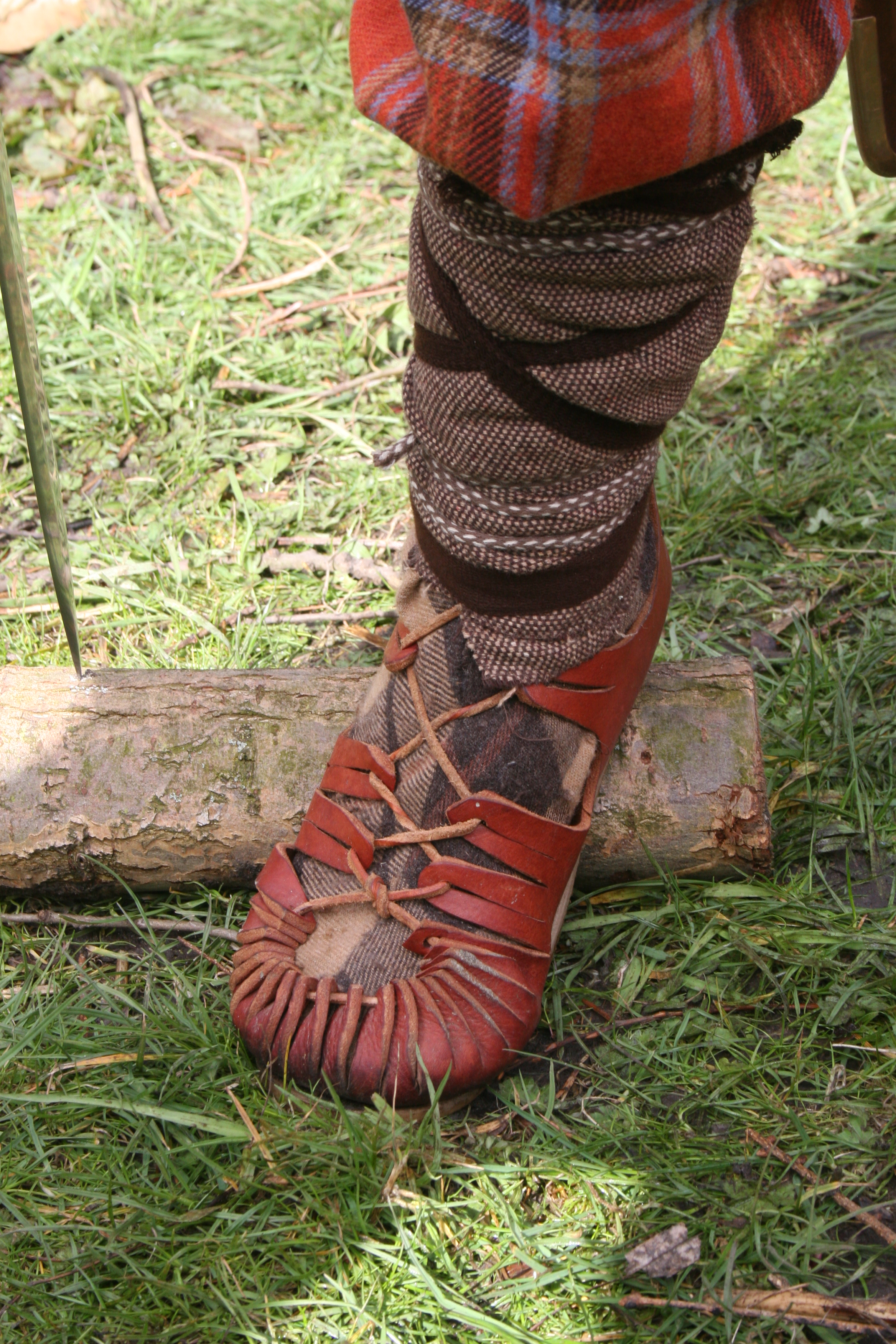
Giày dép của binh lính La Mã (tái thiết)

Người La Mã, những người cuối cùng đã chinh phục người Hy Lạp và tiếp thu nhiều khía cạnh văn hóa của họ, đã không tiếp thu quan niệm của người Hy Lạp về giày và quần áo. Quần áo La Mã được coi là biểu tượng của quyền lực, và giày được coi là một thứ cần thiết để sống trong một thế giới văn minh, mặc dù nô lệ và người nghèo thường đi chân trần. Binh lính La Mã được cấp phát giày chiral (giày trái và giày phải khác nhau). Giày cho binh lính có đế được tán đinh để kéo dài tuổi thọ của da, tăng sự thoải mái và tạo lực kéo tốt hơn. Thiết kế của những đôi giày này cũng biểu thị cấp bậc của sĩ quan. Huy hiệu càng phức tạp và chiếc ủng càng cao trên chân thì cấp bậc của người lính càng cao. Kinh thánh có đề cập đến việc mang giày. Ở Trung Quốc và Nhật Bản, người ta sử dụng rơm rạ.
Bắt đầu từ khoảng năm 4 trước Công nguyên, người Hy Lạp bắt đầu mang những đôi giày tượng trưng. Những đôi giày này được trang trí công phu để thể hiện rõ địa vị của người mang. Các kỹ nữ thường mang những đôi giày da có màu trắng, xanh lá cây, chanh hoặc vàng, và những phụ nữ trẻ tuổi đã đính hôn hoặc mới kết hôn thường mang những đôi giày màu trắng tinh. Do chi phí để làm sáng da thuộc, những đôi giày có màu nhạt hơn là biểu tượng của sự giàu có trong giới thượng lưu. Thông thường, đế giày sẽ được khắc một thông điệp để nó in dấu trên mặt đất. Nghề đóng giày trở thành một nghề nổi bật vào khoảng thời gian này, với những người thợ đóng giày Hy Lạp trở nên nổi tiếng trong đế chế La Mã.

### Thời Trung cổ và đầu thời kỳ hiện đại

#### Châu Á và Châu Âu
Espadrille là một loại giày bình dân phổ biến ở vùng Pyrenees trong thời Trung cổ. Đây là một loại dép có đế bằng vải bố bện và phần trên bằng vải, thường có thêm dây buộc vải quanh mắt cá chân. Từ espadrille trong tiếng Pháp có nguồn gốc từ cây esparto. Loại giày này có nguồn gốc từ vùng Catalonia của Tây Ban Nha vào đầu thế kỷ 13 và thường được nông dân ở các cộng đồng nông nghiệp trong khu vực mang.
Vào thời nhà Tống ở Trung Quốc, nhiều kiểu giày dép mới đã xuất hiện, trong đó có dây buộc chân. Ban đầu, dây buộc chân chỉ được sử dụng bởi tầng lớp quý tộc Hán, nhưng sau đó đã lan rộng ra toàn xã hội. Phụ nữ sử dụng dây buộc chân để tạo ra những đôi "bàn chân sen", được coi là hấp dẫn nam giới. Mặc dù tục bó chân được cho là bắt đầu từ thời nhà Thương, nhưng nó chỉ thực sự trở nên phổ biến vào khoảng năm 960 sau Công nguyên.
Khi người Mông Cổ xâm chiếm Trung Quốc, họ đã cấm tục bó chân vào năm 1279, và nhà Thanh cũng cấm tục bó chân vào năm 1644. Tuy nhiên, người Hán vẫn tiếp tục tục bó chân mà không có sự can thiệp nhiều của chính phủ.

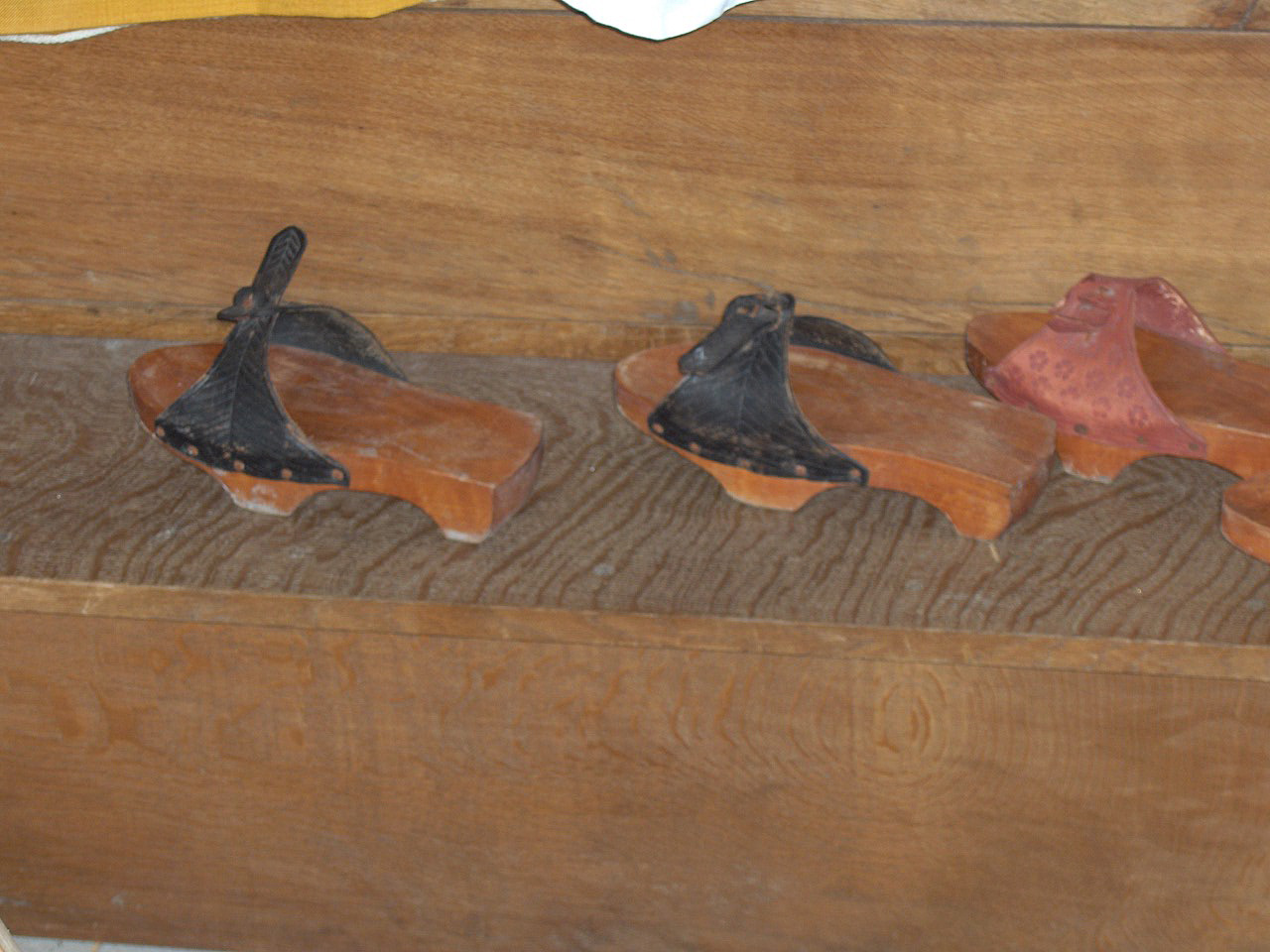
Guốc Hà Lan, khoảng năm 1465. Được khai quật từ địa điểm khảo cổ Walraversijde, gần Ostend, Bỉ.

Vào thời Trung cổ, giày có thể dài tới hai feet (60 cm), với phần mũi giày đôi khi được nhồi tóc, len, rêu hoặc cỏ. Nhiều đôi giày thời Trung cổ được làm bằng phương pháp turnshoe, trong đó phần trên của giày được lộn mặt trong ra ngoài, được đặt trên đế và nối với mép giày bằng một đường khâu. Sau đó, giày được lộn ngược lại để mặt ngoài của da được lộ ra. Một số đôi giày được thiết kế với các nắp đậy hoặc dây rút để thắt chặt da xung quanh bàn chân để vừa vặn hơn. Những đôi giày thời Trung cổ còn sót lại thường rất vừa vặn với bàn chân, với giày bên phải và bên trái là hình ảnh phản chiếu của nhau. Khoảng năm 1500, phương pháp turnshoe phần lớn đã được thay thế bằng phương pháp welted rand (trong đó phần trên của giày được khâu vào một đế cứng hơn nhiều và giày không thể lộn ngược lại). Phương pháp turnshoe vẫn được sử dụng cho một số loại giày khiêu vũ và giày chuyên dụng.
Đến thế kỷ 15, giày pattens trở nên phổ biến cho cả nam và nữ ở châu Âu. Đây được coi là tiền thân của giày cao gót hiện đại, trong khi những người nghèo và tầng lớp thấp ở châu Âu, cũng như nô lệ ở Tân Thế giới, vẫn đi chân đất. Vào thế kỷ 15, giày Crakow rất thời trang ở châu Âu. Kiểu giày này được đặt tên như vậy vì người ta cho rằng nó bắt nguồn từ Kraków, thủ đô của Ba Lan. Kiểu giày này được đặc trưng bởi phần mũi nhọn, được gọi là "polaine", thường được hỗ trợ bởi một chiếc xương cá voi buộc vào đầu gối để không vướng víu khi đi bộ. Cũng trong thế kỷ 15, giày chopines được tạo ra ở Thổ Nhĩ Kỳ, và thường cao khoảng 7-8 inch (180-200 mm). Những đôi giày này trở nên phổ biến ở Venice và khắp châu Âu, như một biểu tượng địa vị thể hiện sự giàu có và địa vị xã hội. Đến thế kỷ 16, giới quý tộc, chẳng hạn như Catherine de Medici hay Mary I của Anh, bắt đầu mang giày cao gót để khiến họ trông cao hơn hoặc lớn hơn người bình thường. Đến năm 1580, thậm chí nam giới cũng mang giày cao gót, và một người có quyền lực hoặc giàu có thường được gọi là "well-heeled". Vào thế kỷ 17 ở Pháp, giày cao gót chỉ được giới quý tộc mang. Louis XIV của Pháp đã ra lệnh cấm bất cứ ai mang giày cao gót màu đỏ ngoại trừ chính ông và triều đình của mình.
Cuối cùng, đôi giày hiện đại với đế khâu đã được phát minh. Kể từ thế kỷ 17, hầu hết giày da đều sử dụng đế khâu. Đây vẫn là tiêu chuẩn cho giày tây chất lượng cao ngày nay. Cho đến khoảng năm 1800, giày welted rand thường được làm mà không phân biệt chân trái và chân phải. Những đôi giày như vậy hiện được gọi là "straights". Chỉ dần dần, đôi giày hiện đại dành riêng cho từng bàn chân mới trở thành tiêu chuẩn.

### Kỷ nguyên công nghiệp

#### Châu Á và Châu Âu

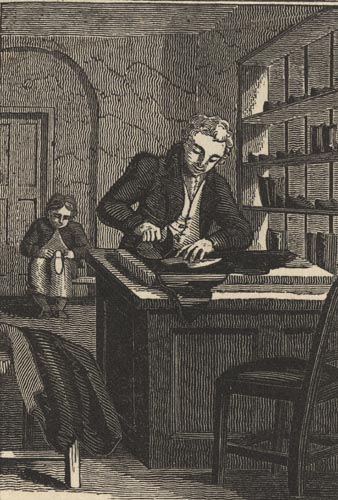
Một người thợ giày trong thời Georgia, từ cuốn sách The Book of English Trades, 1821.

Nghề đóng giày trở nên thương mại hóa hơn vào giữa thế kỷ 18, khi nó phát triển thành một ngành công nghiệp tại gia. Các nhà kho lớn bắt đầu dự trữ giày được sản xuất bởi nhiều nhà sản xuất nhỏ trong khu vực.
Cho đến thế kỷ 19, đóng giày là một nghề thủ công truyền thống, nhưng đến cuối thế kỷ, quy trình này đã gần như hoàn toàn được cơ giới hóa, với việc sản xuất diễn ra trong các nhà máy lớn. Mặc dù lợi ích kinh tế rõ ràng của sản xuất hàng loạt, hệ thống nhà máy đã sản xuất ra những đôi giày không có sự khác biệt cá nhân mà người thợ đóng giày truyền thống có thể cung cấp.
Thế kỷ 19 là thời kỳ các nhà nữ quyền Trung Quốc kêu gọi chấm dứt việc sử dụng băng quấn chân. Một lệnh cấm đã được ban hành vào năm 1902, nhưng sau đó đã bị bãi bỏ. Chính phủ Quốc dân mới đã ban hành lại lệnh cấm vào năm 1911. Lệnh cấm này có hiệu lực ở các thành phố ven biển, nhưng các thành phố nông thôn vẫn tiếp tục tục lệ này mà không có nhiều quy định. Mao Trạch Đông đã thực thi lệnh cấm vào năm 1949 và nó vẫn tiếp tục cho đến ngày nay. Một số người vẫn có bàn chân sen cho đến ngày nay.

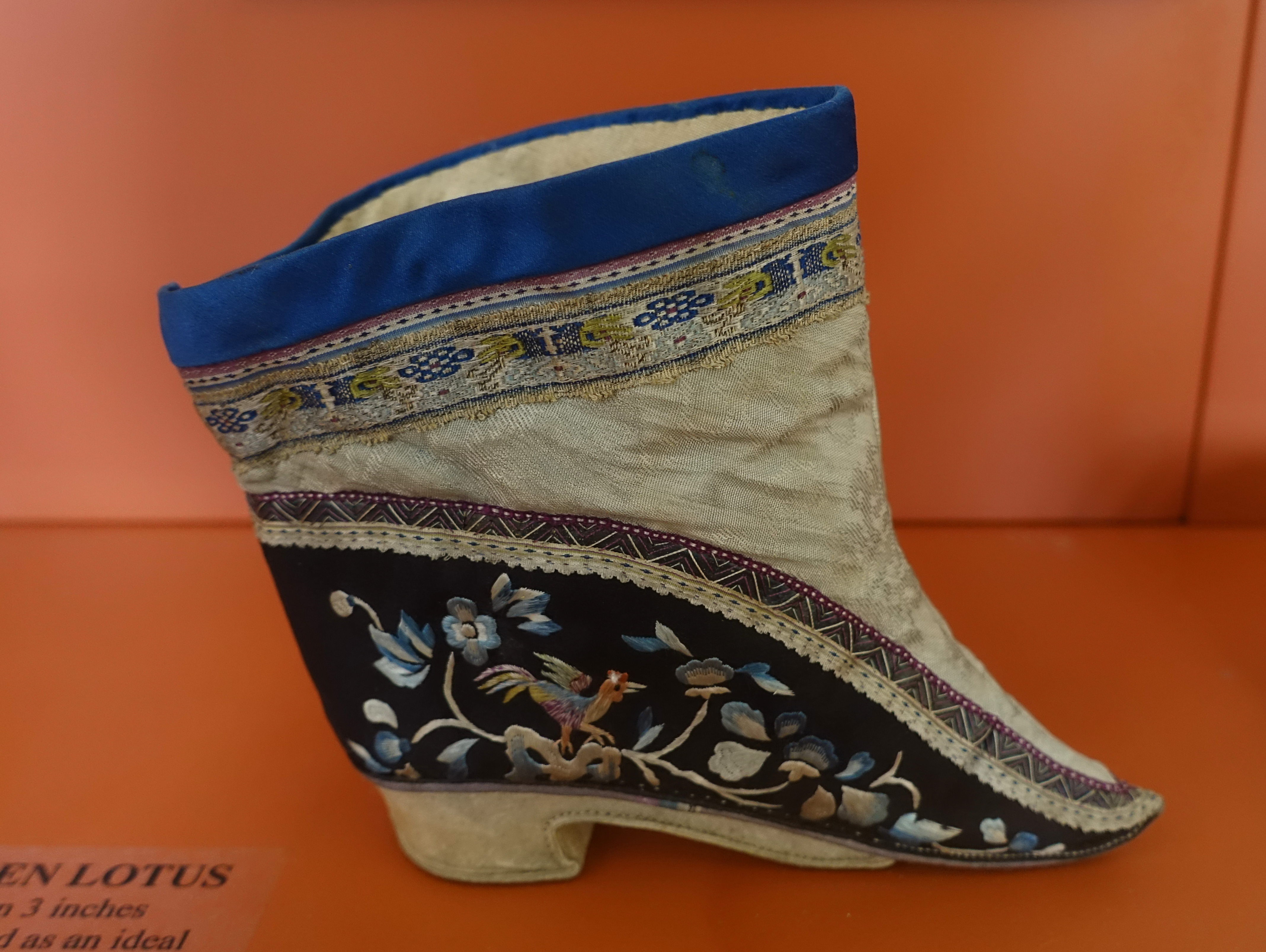
Giày nữ, Trung Quốc, có thể là kiểu Sơn Tây hoặc Ninh Ba, cuối thế kỷ 19 đến đầu thế kỷ 20

Những bước đầu tiên hướng tới việc cơ giới hóa ngành sản xuất giày đã được thực hiện trong thời kỳ Chiến tranh Napoleon bởi kỹ sư Marc Brunel. Ông đã phát triển máy móc để sản xuất hàng loạt giày cho binh lính của Quân đội Anh. Năm 1812, ông đã thiết kế ra một kế hoạch sản xuất máy móc làm giày có đinh, có thể tự động gắn đế vào thân giày bằng các chốt hoặc đinh kim loại. Với sự hỗ trợ của Công tước xứ York, những đôi giày này đã được sản xuất và do độ bền, giá rẻ và độ dẻo dai của chúng nên đã được đưa vào sử dụng cho quân đội. Cùng năm đó, Richard Woodman đã được cấp bằng sáng chế cho việc sử dụng ốc vít và kim bấm.

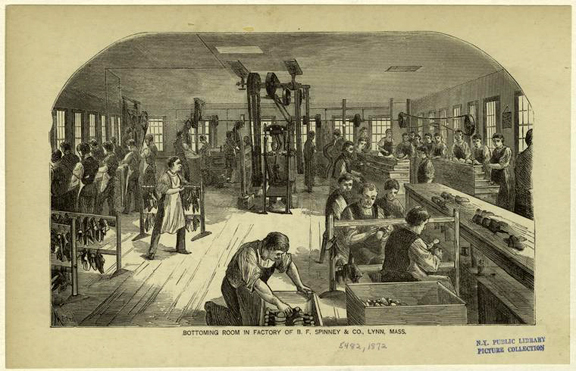
Đến cuối thế kỷ 19, ngành sản xuất giày đã chuyển sang nhà máy và ngày càng được cơ giới hóa. Hình ảnh, phòng đế của nhà máy B. F. Spinney & Co. ở Lynn, Massachusetts, năm 1872.

Tuy nhiên, sau khi chiến tranh kết thúc vào năm 1815, nhân công thủ công trở nên rẻ hơn nhiều và nhu cầu về trang bị quân sự giảm xuống. Kết quả là, hệ thống của Brunel không còn có lãi và nó sớm ngừng hoạt động.

#### Châu Mỹ
Chiến tranh Krym đã tạo ra nhu cầu cấp thiết về giày cho quân đội. Điều này đã kích thích sự phát triển của các phương pháp sản xuất mới, bao gồm máy tán đinh do thợ đóng giày Tomas Crick ở Leicester phát minh vào năm 1853. Máy của ông sử dụng một tấm sắt để đẩy đinh tán sắt vào đế, làm tăng đáng kể tốc độ và hiệu quả sản xuất. Crick cũng giới thiệu việc sử dụng máy cán chạy bằng hơi nước để làm cứng da và máy cắt vào giữa những năm 1850.

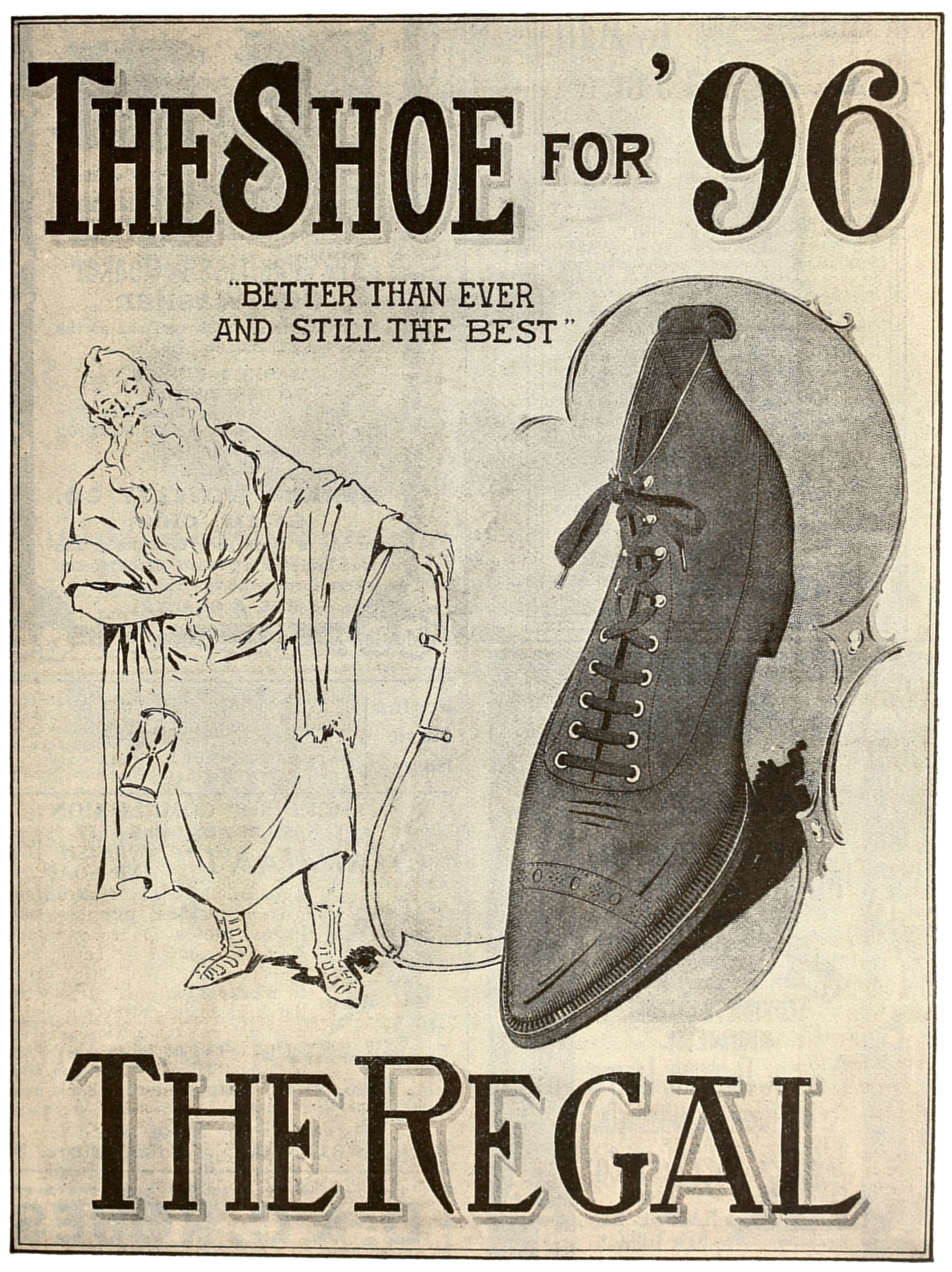
Quảng cáo trên một ấn phẩm McClure's năm 1896 cho "The Regal".

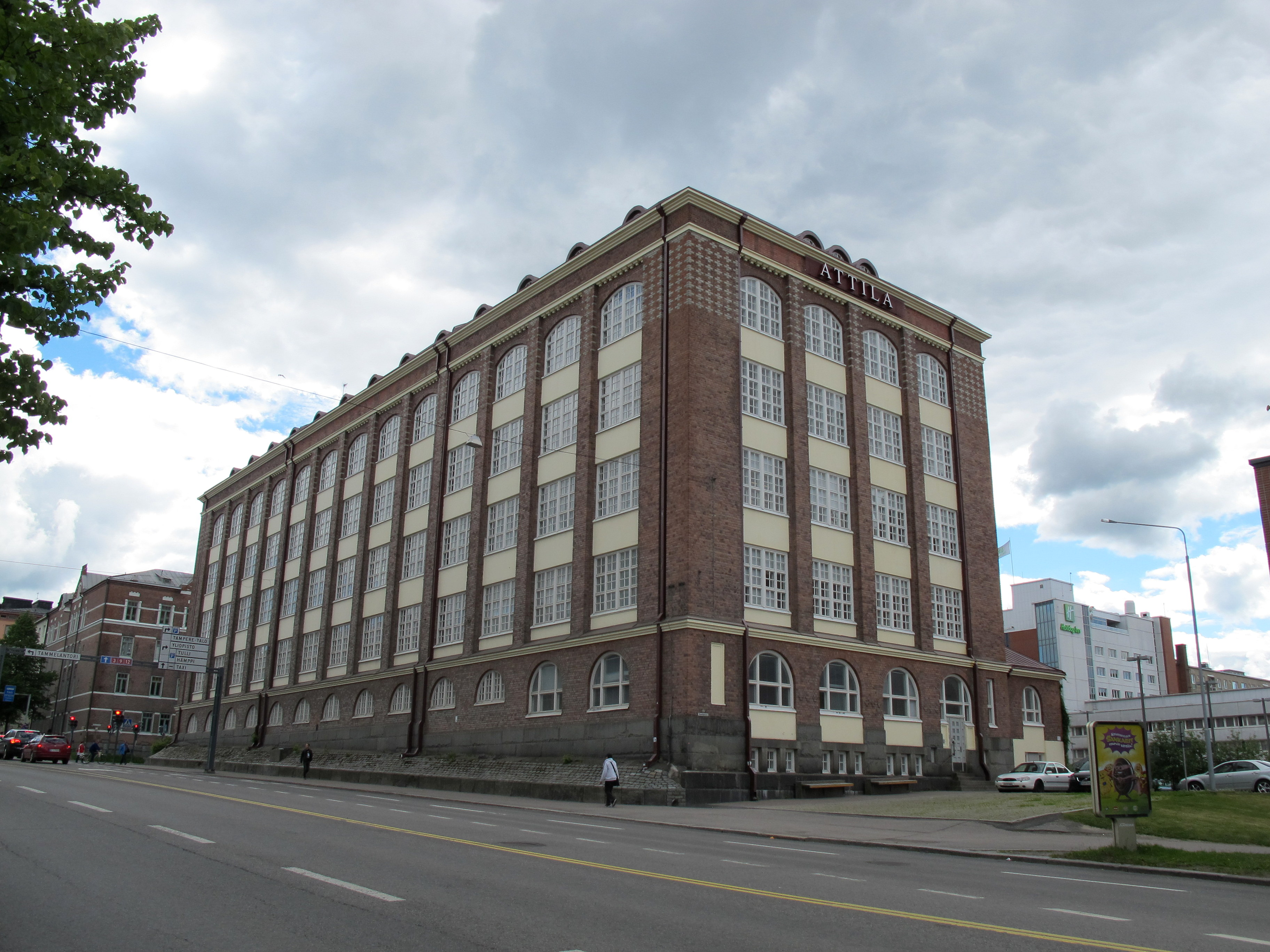
Attila, một nhà máy sản xuất giày cũ từ những năm 1910 ở Tampere, Phần Lan

Máy may được giới thiệu vào năm 1846 và cung cấp một phương pháp thay thế cho việc cơ giới hóa sản xuất giày. Vào cuối những năm 1850, ngành công nghiệp này bắt đầu chuyển sang nhà máy hiện đại, chủ yếu ở Mỹ và một số khu vực của Anh. Một chiếc máy khâu giày đã được phát minh bởi người Mỹ, Lyman Blake vào năm 1856 và được hoàn thiện vào năm 1864. Khi hợp tác với McKay, thiết bị của ông được gọi là máy khâu McKay và nhanh chóng được các nhà sản xuất trên khắp New England áp dụng. Khi các nút thắt cổ chai mở ra trong dây chuyền sản xuất do những cải tiến này, ngày càng nhiều giai đoạn sản xuất, chẳng hạn như đóng đinh và hoàn thiện, đã được tự động hóa. Đến những năm 1890, quá trình cơ giới hóa đã phần lớn hoàn thành.
Vào ngày 24 tháng 1 năm 1899, Humphrey O'Sullivan ở Lowell, Massachusetts, đã được cấp bằng sáng chế cho một chiếc gót giày cao su cho ủng và giày.

#### Toàn cầu hóa
Năm 1910, một quy trình sản xuất giày không đường may, nghĩa là giày dán keo, được phát triển - AGO. Kể từ giữa thế kỷ 20, những tiến bộ trong lĩnh vực cao su, nhựa, vải tổng hợp và keo dán công nghiệp đã cho phép các nhà sản xuất tạo ra những đôi giày chệch đáng kể so với các kỹ thuật chế tạo truyền thống. Da, vốn là vật liệu chính trong các kiểu dáng trước đó, vẫn là tiêu chuẩn trong những đôi giày tây đắt tiền, nhưng giày thể thao thường có ít hoặc không có da thật. Đế giày, vốn trước đây được khâu thủ công bằng tay, hiện nay thường được khâu máy hoặc đơn giản là dán keo. Nhiều trong số các vật liệu mới hơn này, chẳng hạn như cao su và nhựa, đã khiến giày dép khó phân hủy hơn. Ước tính rằng hầu hết giày được sản xuất hàng loạt cần 1000 năm để phân hủy trong bãi rác. Vào cuối những năm 2000, một số nhà sản xuất giày đã nắm bắt vấn đề này và bắt đầu sản xuất giày được làm hoàn toàn từ vật liệu phân hủy sinh học, chẳng hạn như Nike Considered.
Năm 2007, quy mô thị trường giày dép toàn cầu đạt 107,4 tỷ USD về doanh thu và dự kiến sẽ tăng lên 122,9 tỷ USD vào cuối năm 2012. Các nhà sản xuất giày dép ở Trung Quốc chiếm 63% sản lượng, 40,5% xuất khẩu toàn cầu và 55% doanh thu của ngành. Tuy nhiên, nhiều nhà sản xuất ở châu Âu chiếm ưu thế ở phân khúc thị trường cao cấp, giá trị gia tăng cao.

## Trong văn hoá dân gian

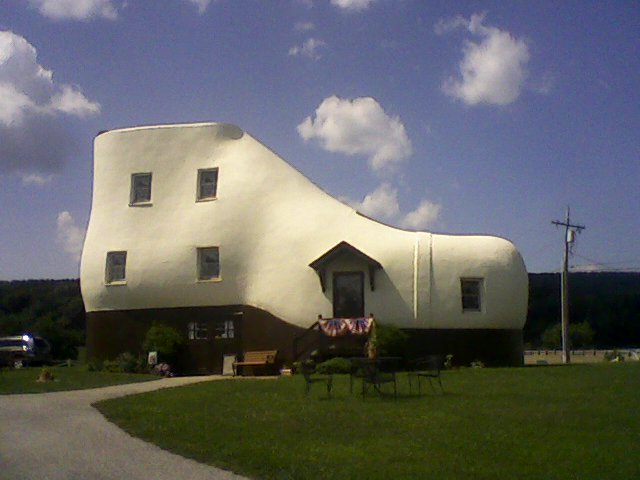
Nhà giày Haines ở Hallam, Pennsylvania

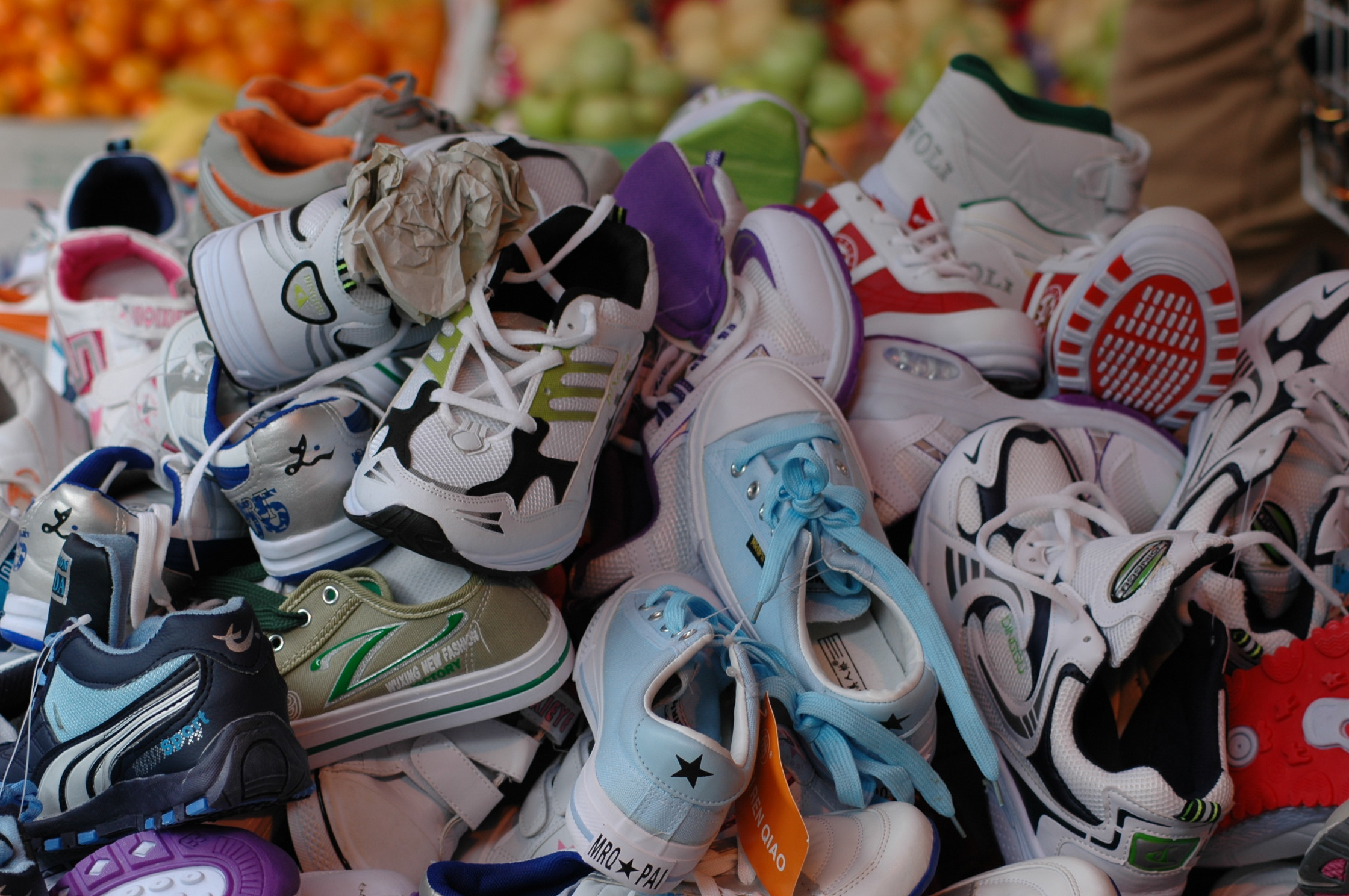
Giày thể thao ở Hồng Kông

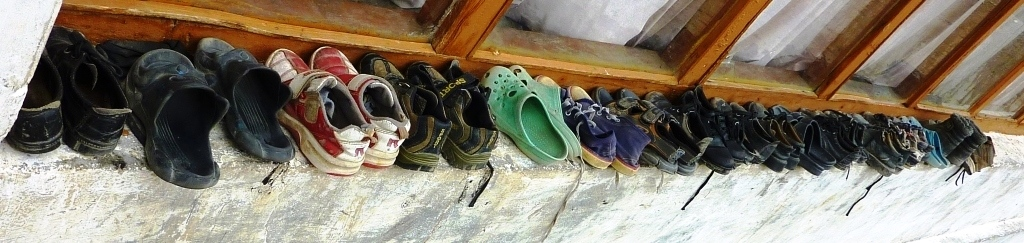
Giày trẻ em tại trường học ở Ladakh

Là một phần không thể thiếu của văn hóa và nền văn minh nhân loại, giày đã tìm được chỗ đứng trong văn hóa, văn hóa dân gian và nghệ thuật của chúng ta. Một bài đồng dao phổ biến vào thế kỷ 18 là "There was an Old Woman Who Lived in a Shoe" (Có một bà già sống trong một chiếc giày). Câu chuyện này kể về một bà già sống trong một chiếc giày với rất nhiều trẻ em. Năm 1948, Mahlon Haines, một người bán giày ở Hallam, Pennsylvania, đã xây dựng một ngôi nhà thực tế có hình dạng giống như một chiếc ủng làm việc như một hình thức quảng cáo. Ngôi nhà Haines Shoe đã được cho thuê cho các cặp vợ chồng mới cưới và người già cho đến khi ông qua đời vào năm 1962. Kể từ đó, nó đã từng là một quán kem, một nhà nghỉ và một bảo tàng. Ngôi nhà vẫn tồn tại cho đến ngày nay và là một điểm thu hút khách du lịch ven đường nổi tiếng.
Giày cũng đóng vai trò quan trọng trong các câu chuyện cổ tích Cinderella và The Red Shoes. Trong bộ phim chuyển thể từ sách thiếu nhi The Wonderful Wizard of Oz, một đôi dép ruby đỏ đóng vai trò quan trọng trong cốt truyện. Bộ phim hài năm 1985 The Man with One Red Shoe kể về một người đàn ông lập dị mang một đôi giày công sở bình thường và một đôi giày đỏ trở thành trung tâm của cốt truyện.
Một bài thơ, được viết bởi Phebus Etienne với tựa đề "Giày", tập trung vào chúng. Nó mô tả các thông điệp tôn giáo và dài 3 khổ thơ. Khổ thơ thứ nhất là một dòng, trong khi khổ thơ thứ hai là 13 dòng và khổ thơ thứ ba là 14 dòng. Trong suốt bài thơ, nhân vật chính nói về người mẹ đã khuất của họ và thói quen của họ với ngôi mộ của cô. Người Haiti được cho là "không đặt giày cho người chết" vì nó giúp linh hồn dễ dàng "bước qua các lễ vật".
Sưu tập giày thể thao cũng đã tồn tại như một phần của văn hóa đô thị ở Hoa Kỳ trong vài thập kỷ. Những thập kỷ gần đây đã chứng kiến xu hướng này lan sang các quốc gia châu Âu như Cộng hòa Séc. Sneakerhead là một người sở hữu nhiều đôi giày như một hình thức sưu tập và thời trang. Một yếu tố góp phần vào sự phát triển của việc sưu tập giày thể thao là sự phổ biến toàn cầu liên tục của dòng giày thể thao Air Jordan được Nike thiết kế cho ngôi sao bóng rổ Michael Jordan.
Trong Cựu Ước của Kinh thánh, đôi giày được sử dụng để biểu tượng cho thứ gì đó không có giá trị hoặc ít giá trị. Trong Tân Ước, hành động cởi giày tượng trưng cho sự phục vụ. Người xưa nói tiếng Semit coi hành động cởi giày là một dấu hiệu tôn kính khi tiếp cận một người hoặc nơi linh thiêng. Trong sách Xuất Hành, Moses được hướng dẫn cởi giày trước khi đến gần bụi gai đang cháy:
Hãy cởi giày ngươi ra, vì nơi ngươi đứng là đất thánh

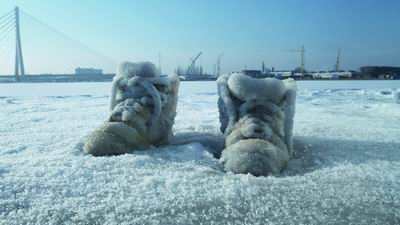
Giày tinh thể muối, tác phẩm nghệ thuật sắp đặt tại Biển Chết của nghệ sĩ người Israel Sigalit Landau

Việc cởi giày cũng tượng trưng cho hành động từ bỏ quyền hợp pháp. Theo phong tục của người Do Thái, nếu một người đàn ông chọn không kết hôn với vợ góa của người anh trai không con của mình, người vợ góa sẽ cởi giày của em rể để tượng trưng cho việc anh ta đã từ bỏ bổn phận của mình. Theo phong tục của người Ả Rập, việc cởi giày cũng tượng trưng cho việc giải thể hôn nhân.
Trong văn hóa Ả Rập, việc để lộ đế giày được coi là một hành động xúc phạm, và việc ném giày vào ai đó được coi là một hành động xúc phạm thậm chí còn lớn hơn. Giày được coi là bẩn vì thường xuyên chạm đất và gắn liền với phần thấp nhất của cơ thể - bàn chân. Vì vậy, giày bị cấm trong các nhà thờ Hồi giáo, và việc bắt chéo chân và để lộ đế giày khi nói chuyện cũng được coi là bất lịch sự. Mối liên hệ giữa giày và sự xúc phạm đã được chứng minh ở Iraq, đầu tiên là khi bức tượng của Saddam Hussein bị lật đổ vào năm 2003, người dân Iraq đã tụ tập xung quanh bức tượng và ném giày vào bức tượng. Năm 2008, Tổng thống Hoa Kỳ George W. Bush đã bị một nhà báo ném giày vào người như một tuyên bố phản đối cuộc chiến ở Iraq. Nói chung, việc ném giày hoặc sử dụng giày để xúc phạm là các hình thức phản đối ở nhiều nơi trên thế giới. Các vụ việc ném giày vào các nhân vật chính trị đã xảy ra ở Úc, Ấn Độ, Ireland, Đài Loan, Hồng Kông, Pakistan, Vương quốc Anh, Hoa Kỳ và đáng chú ý nhất là thế giới Ả Rập.
Giày trống cũng có thể tượng trưng cho cái chết. Trong văn hóa Hy Lạp, giày trống tương đương với vòng hoa tang lễ của Mỹ. Ví dụ, đôi giày trống đặt bên ngoài một ngôi nhà ở Hy Lạp sẽ cho những người khác biết rằng con trai của gia đình đã chết trong trận chiến. Tại buổi lễ kỷ niệm 10 năm vụ tấn công ngày 11 tháng 9, 3.000 đôi giày trống đã được sử dụng để tưởng nhớ những người thiệt mạng. Đôi giày trên bờ Danube là một đài tưởng niệm ở Budapest, Hungary. Được đạo diễn phim Can Togay sáng tạo, ông đã tạo ra nó trên bờ phía đông của sông Danube cùng với nhà điêu khắc Gyula Pauer để tôn vinh những người Do Thái đã bị giết bởi các tay súng Arrow Cross phát xít ở Budapest trong Thế chiến II. Họ được lệnh cởi giày và bị bắn ở mép nước để xác chết của họ rơi xuống sông và bị cuốn đi. Đài tưởng niệm tượng trưng cho đôi giày của họ để lại trên bờ.

## Kích thước giày dép

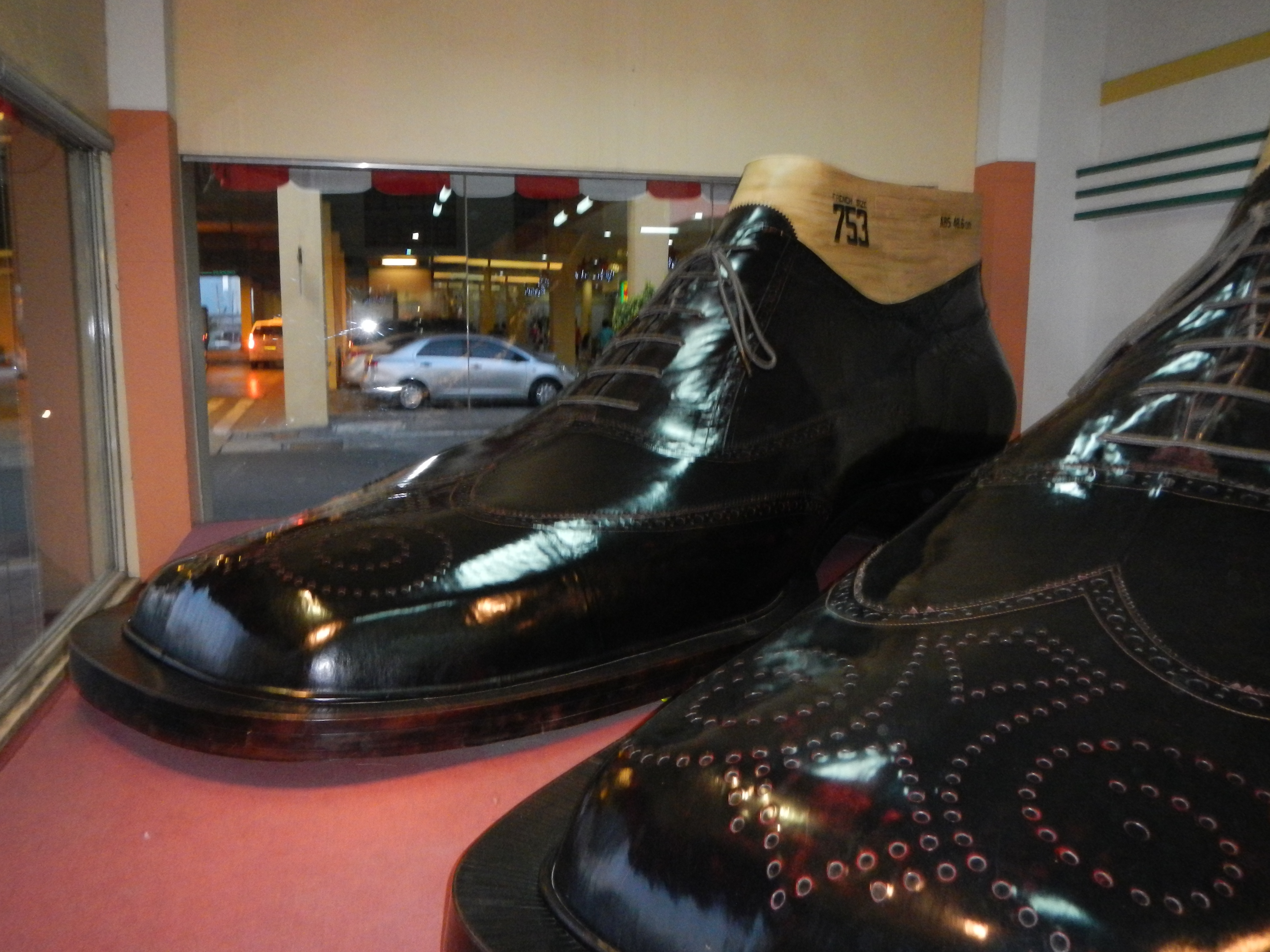
Đôi giày lớn nhất thế giới, được đặt tại Trung tâm Riverbank ở Philippines, dài 5,29 mét (17,4 ft) và rộng 2,37 mét (7 ft 9 in), tương đương với cỡ giày Pháp 75.

Cỡ giày được đo từ gót chân đến ngón chân dài nhất. Cỡ giày là một chỉ dẫn alphanumerical về kích thước vừa vặn của giày cho một người. Thông thường, nó chỉ bao gồm một số biểu thị chiều dài vì nhiều nhà sản xuất giày chỉ cung cấp một chiều rộng tiêu chuẩn vì lý do kinh tế. Trên toàn cầu, có một số hệ thống cỡ giày khác nhau được sử dụng, khác nhau về đơn vị đo lường và vị trí của cỡ 0 và 1. Chỉ một vài hệ thống cũng tính đến chiều rộng của bàn chân. Một số khu vực sử dụng các hệ thống cỡ giày khác nhau cho các loại giày khác nhau (ví dụ: giày nam, giày nữ, giày trẻ em, giày thể thao hoặc giày an toàn).
Các đơn vị cỡ giày khác nhau rất nhiều trên thế giới. Cỡ giày châu Âu được đo bằng Paris Points, mỗi Paris Point bằng hai phần ba centimet. Các đơn vị của Anh và Mỹ dẫn đến các cỡ số nguyên được cách nhau bằng một hạt lúa mạch (1/3 inch), với cỡ giày người lớn của Anh bắt đầu từ cỡ 1 = 8+2⁄3 in (22,0 cm). Ở Mỹ, đây là cỡ 2. Cỡ giày nam và nữ thường có thang đo khác nhau. Cỡ giày thường được đo bằng thiết bị Brannock, thiết bị có thể xác định cả giá trị kích thước chiều rộng và chiều dài của bàn chân. Một tiêu chuẩn đo lường cỡ giày theo hệ mét, hệ thống Mondopoint, đã được giới thiệu vào những năm 1970 bởi Tiêu chuẩn Quốc tế ISO 2816:1973 "Đặc điểm cơ bản của hệ thống cỡ giày được gọi là Mondopoint" và ISO 3355:1975 "Cỡ giày - Hệ thống phân loại chiều dài (để sử dụng trong hệ thống Mondopoint)". Phiên bản hiện tại của tiêu chuẩn là ISO 9407:2019, "Cỡ giày - Hệ thống Mondopoint về cỡ và đánh dấu". Hệ thống Mondopoint bao gồm các phép đo chiều dài và chiều rộng của bàn chân.